# Неткачево
Неткачево (рос. Неткачево) — село у Котовському районі Волгоградської області Російської Федерації.
Населення становить 83 особи. Входить до складу муніципального утворення Мокроольховське сільське поселення.

## Історія
Село розташоване у межах українського історичного та культурного регіону Жовтий Клин.
Згідно із законом від 22 грудня 2004 року № 974-ОД органом місцевого самоврядування є Мокроольховське сільське поселення.

## Населення
| 2010 |
| ---- |
| 83   |